# Ghelmānsarāy
Ghelmānsarāy (persiska: اَلمی سَرَی, غلمانسرای, عَلَم سَرای, آلما سَرای, غِلمان سَرای, قِلمانسَرای, قُلمان سَرا, غلمان سرای) är en ort i Iran.   Den ligger i provinsen Östazarbaijan, i den nordvästra delen av landet, 600 km nordväst om huvudstaden Teheran. Ghelmānsarāy ligger 1 352 meter över havet och antalet invånare är 608.
Terrängen runt Ghelmānsarāy är kuperad norrut, men söderut är den platt. Trakten runt Ghelmānsarāy är nära nog obefolkad, med mindre än två invånare per kvadratkilometer. Närmaste större samhälle är Māfī Kandī, 18,5 km väster om Ghelmānsarāy. Trakten runt Ghelmānsarāy består i huvudsak av gräsmarker.